# St. Pauls (Terranova y Labrador)
St. Pauls es un pueblo canadiense situado en la provincia de Terranova y Labrador.

## Superficie
St. Pauls tiene una superficie de 6,34 km².

## Demografía
En 2021, tenía 202 habitantes, una densidad poblacional de 31,9 hab./km², y 101 viviendas.